# Cryptocephalus androgyne
Cryptocephalus androgyne — вид листоїдів з підродини скритоголовів. Ареал цього виду розташований в Центральної та Північній Європі, а також на сході Волги.

## Підвиди
Вид включає два підвиди:
- Cryptocephalus androgyne androgyne(Marseul, 1875)
- Cryptocephalus androgyne pelleti(Marseul, 1875)